# Palazzetto del Marchese Galli

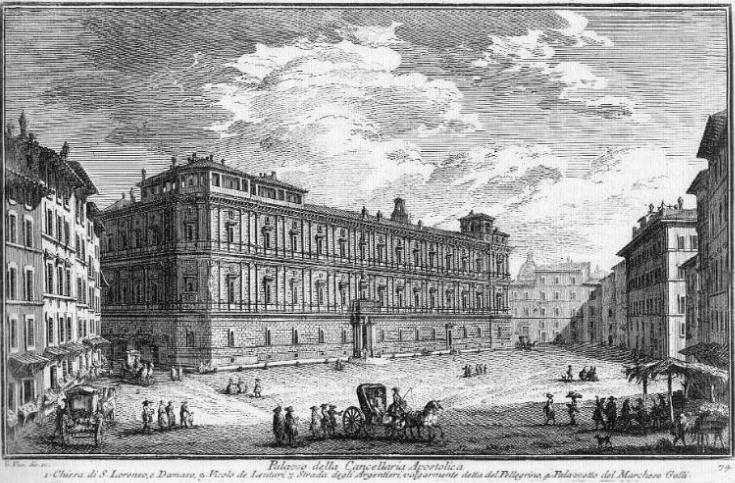
Nesta gravura de Giuseppe Vasi (1754), o Palazzetto Galli está ao fundo, do outro lado da praça. Ali atualmente passa o Corso Vittorio Emanuele II. Em primeiro plano, à esquerda, o Palazzo della Cancelleria.

Palazzetto del Marchese Galli, conhecido também como Palazzetto Galli, era um palácio que ficava localizado numa das extremidades da Piazza della Cancelleria, no rione Parione de Roma. Ele foi demolido na década de 1880 durante as obras de abertura do Corso Vittorio Emanuele II, uma via ligando a Piazza del Gesù com a Ponte Vittorio Emanuele II. Jacopo Galli era um conselheiro do cardeal Raffaele Riario, responsável pelo Palazzo della Cancelleria, e conhecido por ter comprado a estátua de Baco, de Michelângelo, que o cardeal não quis e que hoje está no Museo del Bargello em Florença.